# Lamù - Sei sempre il mio tesoruccio
Lamù - Sei sempre il mio tesoruccio o Lamu 6 (うる星やつら いつだってマイ・ダーリン?, Urusei Yatsura Itsudatte Mai Dārin) è un film d'animazione del 1991 diretto da Katsuhisa Yamada.
Si tratta del sesto, ed ultimo, film cinematografico ispirato ai personaggi di Lamù creati da Rumiko Takahashi.
È un film realizzato come speciale celebrativo per i dieci anni della serie animata uscito a tre anni di distanza dalla chiusura ufficiale di Lamù ed è un episodio fuori cronologia. Lo stile di disegno e di animazione è parecchio diverso da quello della serie televisiva o dei film: infatti è più vicino a quello di Ranma ½, la serie su cui Rumiko Takahashi stava lavorando a quel tempo. Non a caso venne proiettato in concomitanza con il primo lungometraggio di Ranma.

## Trama
Lupika è una bellissima principessa aliena, innamorata di un venditore di Tofu di nome Ryo. Per far in modo che anche lui si accorga di lei, la principessa ha bisogno di un misterioso elisir d'amore: una pozione che chi la beve si innamorerà perdutamente della prima persona che vedrà coi suoi occhi.  Tuttavia, questo elisir è situato in un tempio particolare, dove secondo una leggenda, l'unico uomo in grado di ottenere tale elisir debba essere l'uomo più allupato dell'universo: che si rivela essere Ataru Moroboshi. Lupika quindi rapisce Ataru per fargli recuperare l'elisir. Ma sulle tracce di Ataru si mette anche Lamù, coadiuvata da Benten e Oyuki.
Ataru, assieme a Lupika, riesce a recuperare l'elisir. Lupika tuttavia non riuscirà ad impossessarsene poiché Lamù interverrà per recuperare sia Ataru che l'elisir.
Ataru progetta di far bere l'elisir a tutte le ragazze del mondo, ma Lamù cerca di sequestrarglielo. Dopo una serie di gag, Lamù, con un astuto inganno, farà bere ad Ataru l'elisir, in modo che così possa innamorarsi finalmente di lei senza più scappatelle. Ma la prima persona che vedrà coi suoi occhi è la principessa Lupika, ritornata per riprendersi l'elisir. L'effetto è sconvolgente: Ataru diventa estremamente ossessionato da Lupika tanto da aver perso ogni interesse su qualunque altra ragazza. Lamù, distrutta per aver rovinato il suo adorato tesoruccio, scaglia a terra l'elisir distruggendolo, convinta di avergli causato solo guai. 
Tuttavia, secondo una negromante, l'unico modo per far tornare Ataru come prima, è fargli bere il liquido dell'erba lunare, la quale dovrebbe sbocciare a mezzanotte proprio dove è stato sparso il liquido dell'elisir andato distrutto. Lamù cerca di recuperare l'erba, ma Lupika gliela sottrae, intenzionata ad usare l'erba come alternativa per far innamorare Ryo di lei. Tra Lamù e Lupika dunque si scatena un feroce duello, e alla fine, con un piccolo sostegno dell'esercito di Mendo, Lamù riotterrà l'erba e riuscirà a far guarire Ataru facendolo tornare quello di sempre, mentre Lupika e Ryo (prelevato da Benten e Oyuki) riusciranno infine a dichiarare il loro amore senza bisogno di alcun elisir, poiché entrambi erano già segretamente innamorati di uno e dell'altra.